# Simon Quéheillard
 (mai 2023).
 (mai 2023).
La mise en forme du texte ne suit pas les recommandations de Wikipédia : il faut le « wikifier ».
Les points d'amélioration suivants sont les cas les plus fréquents :
- Les titres sont pré-formatés par le logiciel. Ils ne sont ni en capitales, ni en gras.
- Le texte ne doit pas être écrit en capitales (les noms de famille non plus), ni en gras, ni en italique, ni en « petit »…
- Le gras n'est utilisé que pour surligner le titre de l'article dans l'introduction, une seule fois.
- L'italique est rarement utilisé : mots en langue étrangère, titres d'œuvres, noms de bateaux, etc.
- Les citations ne sont pas en italique mais en corps de texte normal. Elles sont entourées par des guillemets français : « et ».
- Les listes à puces sont à éviter, des paragraphes rédigés étant largement préférés. Les tableaux sont à réserver à la présentation de données structurées (résultats, etc.).
- Les appels de note de bas de page (petits chiffres en exposant, introduits par l'outil «  Source ») sont à placer entre la fin de phrase et le point final[comme ça].
- Les liens internes (vers d'autres articles de Wikipédia) sont à choisir avec parcimonie. Créez des liens vers des articles approfondissant le sujet. Les termes génériques sans rapport avec le sujet sont à éviter, ainsi que les répétitions de liens vers un même terme.
- Les liens externes sont à placer uniquement dans une section « Liens externes », à la fin de l'article. Ces liens sont à choisir avec parcimonie suivant les règles définies. Si un lien sert de source à l'article, son insertion dans le texte est à faire par les notes de bas de page.
- La présentation des références doit suivre les conventions bibliographiques. Il est recommandé d'utiliser les modèles {{Ouvrage}}, {{Chapitre}}, {{Article}}, {{Lien web}} et/ou {{Bibliographie}}. Le mode d'édition visuel peut mettre en forme automatiquement les références.
- Insérer une infobox (cadre d'informations à droite) n'est pas obligatoire pour parachever la mise en page.

Pour une aide détaillée, merci de consulter Aide:Wikification.
Si vous pensez que ces points ont été résolus, vous pouvez retirer ce bandeau et améliorer la mise en forme d'un autre article.
Simon Quéheillard est un artiste contemporain, vidéaste, poète, sculpteur, photographe français, né en 1977, à Talence. Son œuvre prend appui à la fois dans l’art vidéo, la poésie contemporaine et l’univers du cinéma burlesque. Qualifiée de « synthèse très personnelle de Buster Keaton et d’artiste contemporain », son œuvre se distingue par une dimension à la fois contemplative et comique.

## Biographie
Simon Quéheillard étudie à l’école des Beaux-arts de Bordeaux où il reçoit l’enseignement de la sculptrice Anita Molinero, du poète Emmanuel Hocquard, et de l’historienne Patricia Falguières. Il séjourne une année à Berlin où il étudie à la Weissensee Kunsthochschule.[source insuffisante] Lors de son séjour, il fait la connaissance de l’artiste Berlinois Karl-Heinz Eckert dont l’œuvre majeure, une caméra obscura naturelle géante découverte dans un tunnel à la frontière entre Berlin-Ouest et Berlin-Est, a initié sa réflexion sur la formation de l’image photographique, et son rapport à la ville. D’abord musicien, Simon Quéheillard est marqué par sa proximité avec le groupe hardcore Cheval de Frise avec lequel il enregistre un album, ainsi qu’un album solo, sur le label Mobil de Florent Mazzoleni, avec le guitariste Thomas Bonvalet. Il fréquente la galerie Jean-François Dumont, à Bordeaux, où il découvre l’œuvre des artistes Laurent Pariente et Hubert Duprat pour lesquels il conserve une grande admiration.[source insuffisante]
À partir d’observations de situations quotidiennes (une flaque d’eau, un papier qui s’envole, le compostage d’un ticket…), Simon Quéheillard révèle les mécaniques et les procédés qui participent de la fabrication des images. L’œuvre littéraire de Simon Quéheillard s’appuie sur son œuvre plastique. Parallèlement à ses œuvres vidéo, il étend son travail à la sculpture usant de la présence du langage (poème) au sein même de l’oeuvre.

## 2001-2002: Les premières œuvres
3 dessins 4 poèmes à l’oblitérateur (2001) est une série de dessins sur papier soie (40 mg), d’une dimension de 15 × 15 cm. Elle a été réalisée lors de déplacements dans les bus en circulation dans la ville de Bordeaux en utilisant l’oblitérateur comme machine et technique d’impression. Les dessins décrits par l’artiste « comme un tentative de poésie visuelle avec des chiffres » ont parfois l’apparence d’un dessin d’enfant, proches des calligrammes du poète Apollinaire.
« En travaillant dans le bus, je fais l’expérience d’un non-statut, sans fonction, puisque ni voyageur, ni artiste. Pas de performance en vue, je reste clandestin. » Simon Quéheillard
Lors de sa première exposition personnelle à la Galerie Frédéric Giroux, en 2006, l’artiste expose L’image comme trésor (2002) une boite étanche qui contient un négatif révélé mais non fixé.
« Il y "montre" aussi, si l’on peut dire, L’image comme trésor, un négatif non fixé dans une boîte, qui disparaîtra instantanément si on ouvre la boîte, comme les fresques d’un tombeau de la Vallée des Rois. Une image en forme de question, inatteignable. »

## 2003-2008: La période «Flaques d’eau»
L’artiste réalise une série de vidéos, photographies, textes, à partir de l‘observation des flaques d’eau sur les trottoirs de la ville. Des flaques d’eau qu’il fabrique lui-même, par temps lumineux, à l’aide de bouteilles d’eau, à la manière d’un révélateur photographique dans lequel se montre l’image en formation. Il réalise le diptyque vidéo Ce que j’ai sous les yeux et une série de photographies intitulée Quinze flaques sur ma table, autour de la notion de fragment, que l’artiste dédie au poète Emmanuel Hocquard. Le texte des flaques (2004) et L’image dans le papier (2008) sont deux livres qui relatent ses expériences, sur la question de l’image et du lien entre l’image photographique et les flaques d’eau.
« L’image latente est là mais elle n’est pas là en elle-même. Seulement, pour nous, en tant qu’une image est possible. Quelque chose est possible pourrait être la définition de ce elle est là. »
« L’image latente met le monde en suspens. » Simon Quéheillard
L’écrivain Jean-Pierre Balpe décrit le livre de Simon Quéheillard comme « une tentative de saisie de moments fugaces où des images se font et se défont dans les circonstances les plus imprévisibles et le plus aléatoires ».

## 2009-2021: La période «Burlesque»
La période burlesque se distingue à travers quatre œuvres vidéos majeures : Le travail du piéton (2009-2017), Maître-vent (2012), De commencements en commencements (2016), Une embuscade en suspens (2021).
« La mécanique plaquée sur du vivant [en référence à la phrase de Bergson sur le rire], cela me convient très bien pour définir mes œuvres burlesques. » Entretien avec Simon Quéheillard
« Dans le film Maitre-vent (2012), qui se présente quasiment comme une performance filmée, l’artiste soumet en effet des assemblages en équilibre précaire de pauvres objets (un morceau de polystyrène, un vieux parapluie, un bout de tuyau d’évacuation, un pied de lampadaire…) aux turpitudes du souffle des camions qui passent à proximité, leur donnant une nouvelle vie, les ressuscitant de manière étonnamment émouvante. C’est absurde, bizarrement prenant. » Philippe Fernandez
« Dans son film Une embuscade en suspens, Simon Quéheillard orchestre des chutes d’arbres avec l’aide d’un bûcheron, qui anticipe l’emplacement et le délai de la chute avec précision. Les arbres pèsent une tonne environ. Le film se range dans cette veine burlesque que l’artiste revendique comme l’un des ressorts de sa démarche. Il y pratique le Slapstick, l’humour du « coup de bâton », où l’efficacité comique dépend d’une violence savamment réglée. Dans la forêt autour de lui règnent les bruits de la tronçonneuse et des arbres qui s’abattent. Il va introduire à l’intérieur de cette situation une autre réalité, celle des objets qui ne devraient pas se trouver là : des tables et des chaises en plastique, des cubitainers de chantier, un pneu, une cabine de douche et un bateau. Pour maintenir la tension, il faut mettre ces objets en mouvement. Ils sont donc actionnés par des cordes pour échapper ou non aux arbres qui entrent dans le cadre lors de leur chute. Les objets se transforment en marionnettes et acquièrent ce pouvoir de compréhension immédiate et de métamorphose ludique que nous perdons en sortant de l’enfance. » Didier Arnaudet

## 2022-2023: La période «Langage»
En 2020, l’artiste publie le livre Un grand monde pâle, ébauché, dans lequel il met en jeu les rapports entre langage et perception, en relation à la peinture. Depuis 2022, l’artiste entame une nouvelle série d’œuvres, installations, moulages en céramiques, œuvres sur papier, sous l’influence de la lecture des œuvres des poètes Larry Eigner et Claude Royet-Journoud. Son œuvre Les petites cavités du langage (moulages de l’intérieur de la bouche / moulages de l’intérieur de la main) est directement inspirée du livre La notion d’obstacle, de Claude Royet-Journoud. Lors d’un entretien, il déclare : « Il m’aura fallu vingt ans pour mettre du langage dans l’art ».

## Collections publiques
- Fonds national d'art contemporain
- Artothèque de Pessac
- Frac Méca Nouvelle Aquitaine

## Publications
- Le texte des flaques, 2004, Editions Mix.  (ISBN 2-914722-34-6)
- L’image dans le papier, 2008, Éditions Mix.  (ISBN 978-2-914722-75-9)
- Un grand monde pâle, ébauché, 2020, Anthologie Triages, Éditions Tarabuste.  (ISSN 1760-6861)